# Divana
Divana es un género de lepidópteros de la familia  Castniidae. Fue descrito por Miller in 1982, y contiene una sola especie: Divana diva. Se encuentra en Nicaragua, Panamá y Colombia.

## Subespecies
- Divana diva diva (Nicaragua)
- Divana diva chiriquiensis (Strand, 1913) (Panamá)
- Divana diva hoppi (Hering, 1923) (Colombia)
- Divana diva tricolor (R. Felder, 1874) (Colombia)